# Printer

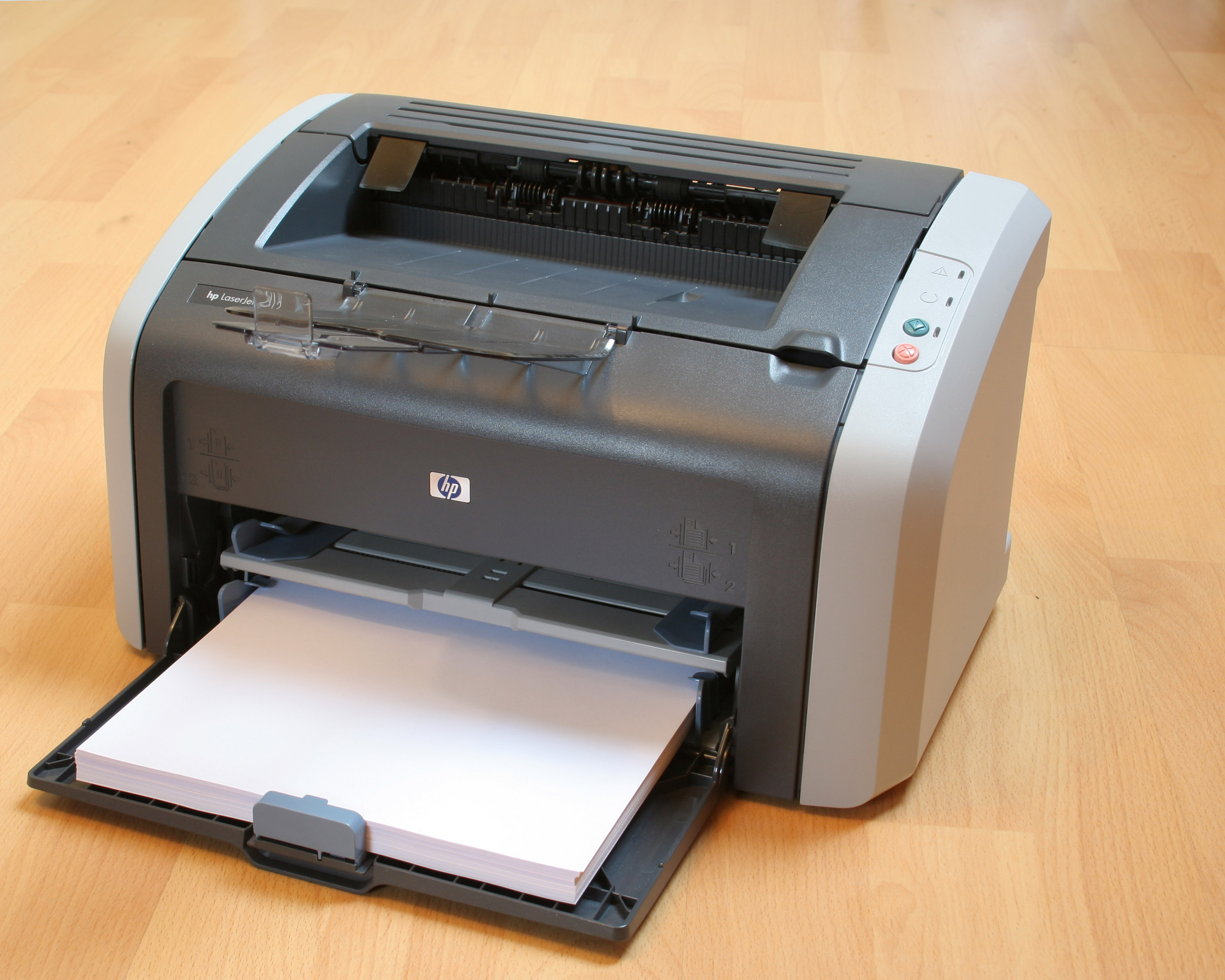
LaserJet-printer van HP

Een printer is een apparaat dat de uitvoer van een computer, scanner of digitale camera afdrukt, meestal op papier.
Bekende producenten van printers zijn onder andere
Sharp, Konica Minolta, Kyocera,
Samsung, Canon, Epson, Hewlett Packard (HP), Lexmark, Brother Industries, Nashuatec, Océ, Ricoh, Xeikon en Xerox.
Men kan printers in categorieën onderbrengen op basis van diverse criteria: drukprocedé, toepassingsbereik en papierinvoer.
Printers voor thuisgebruik zijn vaak geïntegreerd met een scanner. Vaak kan men dan ook het gescande tegelijk afdrukken, zonder dat er een computer nodig is, en het apparaat dus gebruiken als kopieerapparaat. Dit wordt wel een all-in-one printer genoemd.

## Drukprocedé

### Regeldrukkers
Een regeldrukker bestaat uit een snel draaiende ketting, metalen band of rol waarop alle letters één of meer keren als type (letter in reliëf) voorkomen.
De ketting lijkt enigszins op een fietsketting. Op iedere schakel staat een type. Elke letter komt een of twee keer voor. De ketting loopt horizontaal langs het papier. Een metalen band is eigenlijk hetzelfde, maar deze bestaat niet uit schakels. De ketting of band loopt om twee wielen die aan weerszijden van de printeenheid zijn opgesteld.
Een rol bevat op iedere printpositie het volledige alfabet. Bestaat het alfabet uit 100 tekens en zijn er 80 printposities (80 tekens op een regel), dan bevat de rol 8000 typen. De rol draait om een horizontale as.
Achter de ketting, band of rol bevindt zich het inktlint. Dit lint is even breed als het papier en loopt over rollen boven en onder de printeenheid.
Achter het inktlint bevindt zich het papier, en daarachter bevindt zich op elke printpositie een hamertje.
Het papier beweegt van beneden naar boven door de printeenheid. De ketting, band of rol draait rond. Op het moment dat de juiste letter voorbijkomt, slaat een hamertje het papier naar voren, waardoor de letter via het inktlint een afdruk maakt op het papier.
Zijn alle letters van een regel afgedrukt, dan schuift het papier een positie op.
De afdruk wordt dus op dezelfde manier gevormd als bij een schrijfmachine, met een inktlint, maar het papier wordt tegen de type geslagen in plaats van andersom. Het papier moet dan ook niet te stug zijn.
Afhankelijk van de snelheid van de ketting kan een regeldrukker 5 tot 20 regels per seconde afdrukken. Dit was in de jaren 1960-1980 de snelste manier om grote hoeveelheden tekstuele gegevens op papier te krijgen. Regeldrukkers zijn inmiddels volledig vervangen door industriële laserprinters.
Voordelen
- Snel, betrouwbaar en robuust
- In staat om doorslagen te maken

Nadelen
- Zeer luidruchtig
- Slechts één lettertype (een metalen band of ketting kan desgewenst verwisseld worden voor een ander lettertype)
- Geen fraai resultaat
- Omvangrijk, alleen voor industrieel gebruik

### Matrixprinters
Matrixprinters bouwen de tekst op met een printkop die kleine pinnetjes door een inktlint op papier drukt. Op die manier worden teksten, maar ook grafische afbeeldingen op papier gezet. De hoogte van de printkop is meestal even hoog als een regel. De printkop beweegt horizontaal langs het papier. Aan het eind van de regel gaat de printkop terug naar het begin en schuift het papier op.
Latere matrixprinters schrijven de regels beurtelings van links naar rechts en andersom (bidirectioneel). Hierdoor wordt tijd bespaard. Dit wordt meestal gecombineerd met logic seeking, dat wil zeggen dat de printer na het printen van een regel tekst (die misschien halverwege de pagina eindigt) beslist in welke richting de volgende regel moet worden afgedrukt.
Matrixprinters zijn tegenwoordig nog in gebruik op postkantoren en in bedrijven waar met doordrukpapier wordt gewerkt, bijvoorbeeld aanvoerbrieven bij de Nederlandse bloemenveilingen.
Voordelen
- Goedkoop
- Kan (monochrome) grafische afbeeldingen afdrukken
- Kan zowel op gewoon als kettingpapier afdrukken
- Kan doorslagen maken (meestal op kettingpapier)

Nadelen
- Vrij traag
- Luidruchtig

### Margrietwiel-, daisywheel- of letterwielprinters
Margrietwielprinters maken, net als moderne typemachines, gebruik van een schijf met daarop alle letters. De ronde schijf waarop aan de buitenkant de letters staan lijkt op een margriet of madeliefje. Margrietwielprinters zijn nauwelijks meer in gebruik. 
Evenals bij de matrixprinter kan worden gekozen voor een traditioneel inktlint of een eenmalig carbonlint. Bij toepassing van het eerste gaat de kwaliteit van de afdruk achteruit naarmate het lint langer in gebruik is. Bij toepassing van het tweede is er altijd een constante kwaliteit, doordat elke positie van het lint maar eenmaal voor de printkop komt; bovendien is de afdruk iets scherper doordat het carbonlint dunner is.
Voordelen
- Goede letters
- In staat om doorslagen te maken
- Kwaliteit is altijd goed

Nadelen
- Traag
- Luidruchtig
- Eén lettertype per schijf

Ook printers met het letterbolletje van IBM werden gebruikt voor uitvoer op papier. Voor- en nadelen waren gelijk aan die van de letterwielprinter. En ten slotte werd ook wel een telex-apparaat gebruikt voor uitvoer op papier, waarbij de letters op een kleine cilinder stonden.

### Thermische printers
Thermische printers zetten de tekst op papier door gebruik te maken van hittegevoelig papier. Dit papier bevat chemicaliën die bij verhitting een verbinding aangaan; dit is te zien als een verkleuring op het papier. De verhitting vindt plaats door middel van een printkop. Op deze printkop bevindt zich een aantal punten, vergelijkbaar met een matrixprinter; deze worden verhit. Het papier wordt onder lichte druk langs deze punten geleid. Thermische printers worden voornamelijk gebruikt voor het printen van bonnen. Dit kan op een standaardrol met wit papier of voorbedrukt papier. Tegenwoordig zijn de afdrukken met de thermische printer ook erg snel (tot circa 200 mm/s).
Thermische printers zijn in gebruik in (oudere) faxapparaten, kassasystemen, medische systemen, betaalsystemen in restaurants (draagbare en vaste systemen) en lotto-systemen. Ze zijn tevens de standaardprinters voor het bedrukken van toegangskaartjes ofwel tickets. Enkele bekende merken: Boca Systems, Zebra, ToshibaTec.
Voordelen
- Geen toner of inkt nodig, alleen papier
- Zeer stil
- Zeer snel
- Relatief lange levensduur
- Eenvoudig in gebruik

Nadelen
- Temperatuurgevoelige afdrukken die vervagen in de loop der tijd
- Afdrukken die met een thermische printer gemaakt zijn, kunnen niet geplastificeerd worden
- Monochrome afdrukken (geen kleuren)
- Speciaal papier

### Thermische overdrachtsprinters
Thermische overdrachtsprinters brengen kleurstoffen, in de vorm van een gekleurde was, met behulp van warmte van een reservoir of folie over op papier.
Voordelen
- Lichtechte en water- en veegvaste afbeeldingen
- Er kan eenvoudig op andere materialen, zoals folie, afgedrukt worden
- Zeer stil

Nadelen
- Hoog stroomverbruik in stand-by
- Kleuren vervagen in uv-licht
- Gele kleur wordt snel okerachtig
- Geur van gesmolten was
- Inkt kan worden afgeschraapt, smelt bij lamineren
- Lange opwarmtijd
- Hoge inktkosten na uitschakelen (printhead purge)
- Relatief langzaam
- Duur

### Inkjetprinter
De werking van een inkjetprinter is grotendeels hetzelfde als die van matrixprinters, maar in plaats van met naaldjes de tekst op papier te zetten, worden er via de printkop minuscule inktdruppels op het papier gespoten.
Intrinsiek is de inkt niet duur (misschien enkele tientallen euro's per liter), maar de fabrikanten van dit type printers voor de consumentenmarkt geven hoge kortingen op de aanschaf van hun printer, en verplichten de gebruikers daarna om de zeer dure inkt(patronen) van hun eigen merk aan te schaffen. Men betaalt in de inkt dus eigenlijk de aanschaf van de printer.
Voordelen
- Goedkope printer
- Mogelijkheid tot kleuren - iedere moderne inkjetprinter kan met kleurencartridges kleuren printen

Nadelen
- Dure inkt (tot wel duizend euro per liter)
- Beperkt watervast
- Als de printer weinig wordt gebruikt drogen de inktpatronen uit en/of gaan de spuitmondjes dichtzitten

De fabrikant Canon spreekt van 'Bubblejet printers'.

### Laser- en ledprinters
Een laserprinter maakt gebruik van een fysisch proces waarbij het papier over verschillende rollen geleid wordt, waarbij eerst gedeeltes van een lichtgevoelige drum elektrisch geladen worden met behulp van een pulserende laser die via een snel roterende spiegel (laserprinter) of een ledbalk (ledprinter) de drum bestrijkt. Een fijn zwart (of anders gekleurd, in geval van een kleurenprinter) poeder (toner) wordt aangebracht op de geladen gedeeltes doordat het aangetrokken wordt door het magnetische veld dat op de geladen delen van de drum aanwezig is. Er bestaan twee varianten op dit procedé: zogenaamde zwartschrijvers (zwarte pixels worden geschreven op de drum) en witschrijvers (witte pixels worden geschreven op de drum). Het beeld op de drum wordt overgebracht op het papier, waarna door verhitting van het papier de toner gefixeerd wordt. Dit type printer geeft op dit ogenblik het mooiste resultaat.
Een laserprinter slaat een hele pagina tegelijk op in zijn geheugen. Hiertoe had hij vroeger een kleine computer ingebouwd die de binnenkomende gegevens (de paginabeschrijving, bijvoorbeeld Postscript of PCL) vertaalde in een uit puntjes opgebouwd paginabeeld. Nu zowel de personal computer als de verbinding tussen computer en printer veel sneller is geworden, laten de meeste laserprinters het aan de aansturende computer over om het paginabeeld te berekenen.
Voordelen
- Snelle techniek
- De toner is relatief goedkoop per pagina
- Zeer scherpe en watervaste afdrukken
- Een tonercartridge kan vaak tot 5000 pagina's of meer afdrukken (afhankelijk van toner en fabrikant)
- Een zwart-wit-laserprinter is goedkoop (het kost rond de 70 euro)

Nadelen
- Een laserprinter verbruikt relatief veel energie voor de fixering van de toner, het papier wordt hierbij verhit tot tussen 150 en 200 graden Celsius
- Bij oudere modellen laserprinters ontstaat ozon door het gebruik van een hoogspanningtechniek met coronadraden, deze ozon wordt geneutraliseerd met ozonfilters. Ozonfilters verzadigen en moeten met regelmaat worden vervangen. Moderne laserprinters hebben een aangepast systeem waardoor dit geen rol meer speelt.

## Toepassingsbereik
Printers kunnen worden onderscheiden op basis van het toepassingsbereik: er zijn individuele printers, netwerkprinters en productieprinters.
Gangbare classificaties worden bepaald door de printbare papierbreedte, de printsnelheid en printvolume.
Gebruikelijke indeling naar papierbreedte:
- A4 of A3: kleinformaat of smalformaat
- tot A0 of 36 inch: breedformaat
- groter dan 36 inch: grootformaat

Printsnelheid wordt uitgedrukt in pagina's per minuut (ppm). Moderne productieprinters halen snelheden van meer dan 240 ppm en printvolumes van miljoenen pagina's per maand. Grootformaat printers drukken hun productiecapaciteit uit in vierkante meter per uur (m2/h). Dit kan variëren van een paar vierkante meter per uur tot enkele honderden.

## Papierinvoer
Men kan printers ook categoriseren naargelang van de wijze waarop het papier wordt ingevoerd.
De vellenprinter of "cut sheet" printer werkt met vooraf op het juiste formaat gesneden vellen. Hieronder vallen vrijwel alle inkjet-, laser- en thermische overdrachtsprinters. Voor matrix- en letterwielprinters was vaak een speciale papiergeleider of een voorraadbak nodig om op losse vellen te kunnen printen.
Matrix- en regelprinters maken gebruik van kettingpapier. Dit is een doorlopende strook papier die aan de zijkanten voorzien is van een rand (pinfeed) waarin gaten zijn aangebracht op een afstand van 12,7 mm (5 inch). Transportwielen in de printer (tractors) grijpen in deze gaten. Na het printen kan de strook papier in losse vellen worden gescheurd. Voor dat doel is het papier geperforeerd. De pinfeed kan meestal ook worden afgescheurd. De afstand tussen de perforaties is onvermijdelijk een veelvoud van 12,7 mm, vanwege de pinfeed. Meestal is dat 279,4 mm (11 inch), wat overeenkomt met de hoogte van het Amerikaanse standaardformaat (Letter). In Europa wordt papier verkocht waarvan de vellen 304,8 mm (12 inch) hoog zijn, zodat een vel op de maat A4 (297 mm) kan worden afgesneden.
De rollenprinter of "continuous feed" printer werkt met papier op rollen dat pas na het printen wordt gesneden. De rollenprinter kan op zeer hoge snelheden werken en wordt vooral gebruikt voor middelgrote en grote oplagen.

## Moderne toepassingen
Enerzijds worden printers minder nodig naarmate men informatie kan raadplegen via beeldschermen, ook op mobiele apparatuur, anderzijds is een nieuwe toepassing de e-ticket: men koopt dan via internet een afbeelding die moet worden afgedrukt. Deze afdruk doet dienst als toegangsbewijs of vervoersbewijs. Bij het nog modernere systeem van mobile ticketing is juist weer geen printer nodig.
In stations en winkels staat soms een apparaat waarmee men tegen betaling afbeeldingen kan afdrukken, vaak met allerlei mogelijkheden om de bestanden aan te leveren, zoals aansluitingen voor diverse gegevensdragers, en Bluetooth. Het is vooral voor foto's, een tekst zal men dan ook zelf van tevoren moeten omzetten in een afbeelding, en mogelijk is alleen een erg kleine afdruk (fotoformaat) mogelijk. Voor een e-ticket is dit niet altijd bruikbaar.

## 3D-printer
Met een 3D-printer kunnen 3D-objecten geprint worden. Tot voor kort waren 3D-printers duur en werden alleen commercieel toegepast. Door open source projecten daalt de prijs snel en worden ze ook voor de (handige) consument betaalbaar.